# Campeonato Mundial de Boxeo Aficionado de 1982
El III Campeonato Mundial de Boxeo Aficionado se celebró en Múnich (RFA) entre el 4 y el 15 de mayo de 1982 bajo la organización de la Asociación Internacional de Boxeo (AIBA) y la Asociación Alemana de Boxeo Aficionado.

## Medallistas
| Evento                | Oro                         | Plata                           | Bronce                                                           |
| --------------------- | --------------------------- | ------------------------------- | ---------------------------------------------------------------- |
| Minimosca (48 kg)     | Ismail Mustafov Bulgaria    | Go Jong-Fan Corea del Norte     | Dietmar Geilich RDA Heo Yong-Mo Corea del Sur                    |
| Mosca (51 kg)         | Yuri Alexandrov URSS        | Michael Collins Estados Unidos  | Jesús Pool Venezuela Constantin Tițoiu Rumania                   |
| Gallo (54 kg)         | Floyd Favors Estados Unidos | Viktor Miroshnichenko URSS      | Šamil Buzoli Yugoslavia Klaus-Dieter Kirchstein RDA              |
| Pluma (57 kg)         | Adolfo Horta · Cuba         | Ravsal Otgonbajar Mongolia      | Bernard Gray Estados Unidos Richard Nowakowski RDA               |
| Ligero (60 kg)        | Ángel Herrera · Cuba        | Pernell Whitaker Estados Unidos | Viorel Ioana Rumania Milivoj Labudović Yugoslavia                |
| Superligero (63,5 kg) | Carlos García · Cuba        | Kim Dong-Kil Corea del Sur      | Shadrach Odhiambo · Suecia Mirko Puzović · Yugoslavia            |
| Wélter (67 kg)        | Mark Breland Estados Unidos | Serik Konakbayev URSS           | Roland Omoruyi Nigeria Manfred Zielonka RFA                      |
| Semimedio (71 kg)     | Alexandr Koshkin URSS       | Armando Martínez · Cuba         | Thomas Corr Irlanda Mijail Takov Bulgaria                        |
| Medio (75 kg)         | Bernardo Comas · Cuba       | Tarmo Uusivirta · Finlandia     | Iran Barkley · Estados Unidos Pedro van Raamsdonk · Países Bajos |
| Semipesado (81 kg)    | Pablo Romero · Cuba         | Paweł Skrzecz · Polonia         | Vladimir Shin URSS Pero Tadić Yugoslavia                         |
| Pesado (91 kg)        | Alexandr Yagubkin URSS      | Jürgen Fanghänel RDA            | Hermeregildo Báez · Cuba Grzegorz Skrzecz · Polonia              |
| Superpesado (+91 kg)  | Tyrell Biggs Estados Unidos | Francesco Damiani · Italia      | Peter Hussing RFA Petar Stoimenov Bulgaria                       |

## Medallero
| Núm. | País            | Oro | Plata | Bronce | Total |
| ---- | --------------- | --- | ----- | ------ | ----- |
| 1    | Cuba            | 5   | 1     | 1      | 7     |
| 2    | Estados Unidos  | 3   | 2     | 2      | 7     |
| 3    | URSS            | 3   | 2     | 1      | 6     |
| 4    | Bulgaria        | 1   | 0     | 2      | 3     |
| 5    | RDA             | 0   | 1     | 3      | 4     |
| 6    | Corea del Sur   | 0   | 1     | 1      | 2     |
| 6    | Polonia         | 0   | 1     | 1      | 2     |
| 8    | Corea del Norte | 0   | 1     | 0      | 1     |
| 8    | Finlandia       | 0   | 1     | 0      | 1     |
| 8    | Italia          | 0   | 1     | 0      | 1     |
| 8    | Mongolia        | 0   | 1     | 0      | 1     |
| 12   | Yugoslavia      | 0   | 0     | 4      | 4     |
| 13   | RFA             | 0   | 0     | 2      | 2     |
| 13   | Rumania         | 0   | 0     | 2      | 2     |
| 15   | Irlanda         | 0   | 0     | 1      | 1     |
| 15   | Nigeria         | 0   | 0     | 1      | 1     |
| 15   | Países Bajos    | 0   | 0     | 1      | 1     |
| 15   | Suecia          | 0   | 0     | 1      | 1     |
| 15   | Venezuela       | 0   | 0     | 1      | 1     |
|      | TOTAL           | 12  | 12    | 24     | 48    |